# M/S Hamlet

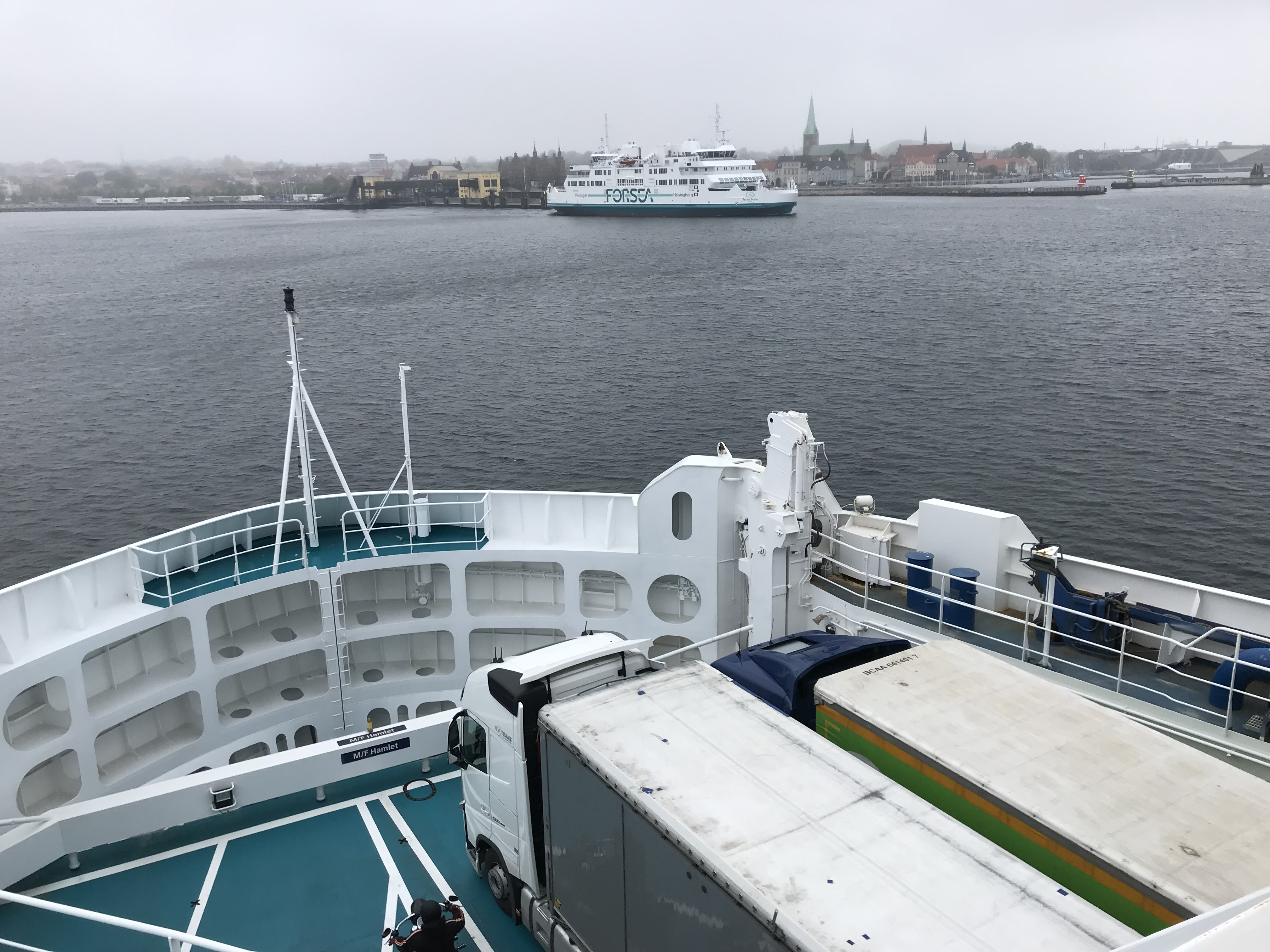
M/S Hamlet på väg till Helsingörs hamn möter M/S Tycho Brahe.

M/S Hamlet är ett passagerarfartyg som går mellan Helsingborg och Helsingör för Öresundslinjen, (f.d. Forsea). Färjan skall byggas om till batteridrift år 2025.

## Historik
Fartyget byggdes 1997 på Aker Finnyards i Raumo, Finland och levererades till Scandlines den 12 juni samma år. Hamlet gjorde sin första tur den 1 juli 1997 och seglar under dansk flagg. Liksom sina två föregångare är färjan av typen "double-ended", alltså med växlande för och akter och dubbla bryggor. Hon behöver därför inte vända i hamnen som de äldre färjorna, vilket sparar tid.
Fartyget bär samma namn som den första reguljära färjan som trafikerade HH-leden, S/S Hamlet, som sattes i trafik 1842. Ännu ett fartyg under namnet M/S Hamlet var tänkt att sättas i trafik på HH-leden 1968, men då direktören för rederiet omkom i en bilolycka, lades planerna på is. Istället såldes fartyget till Svenska Rederi AB och sattes 1969 in mellan Malmö och Köpenhamn.
Efter krav från Helsingborgs stad utrustades färjan 2006 med avgasrening i form av katalysatorer för att minska utsläppen och därigenom förbättra stadsluften i Helsingborg och Helsingör.